# Kościół św. Józefa w Kołodziejewie
Kościół Świętego Józefa w Kołodziejewie – rzymskokatolicki kościół parafialny należący do parafii pod tym samym wezwaniem (dekanat mogileński archidiecezji gnieźnieńskiej).

## Historia
Kamień węgielny pod budowę koscioła dla parafii ewangelickie wmurowano w fundament ołtarza 1 lipca 1906 roku. Budowę wsparła Komisja Kolonizacyjna. Materiały zgromadzone na budowę kościoła katolickiego zostały rozgrabione podczas II wojny światowej. Po wojnie 4 marca 1945 roku kościół ewangelicki został przyznany parafii katolickiej.

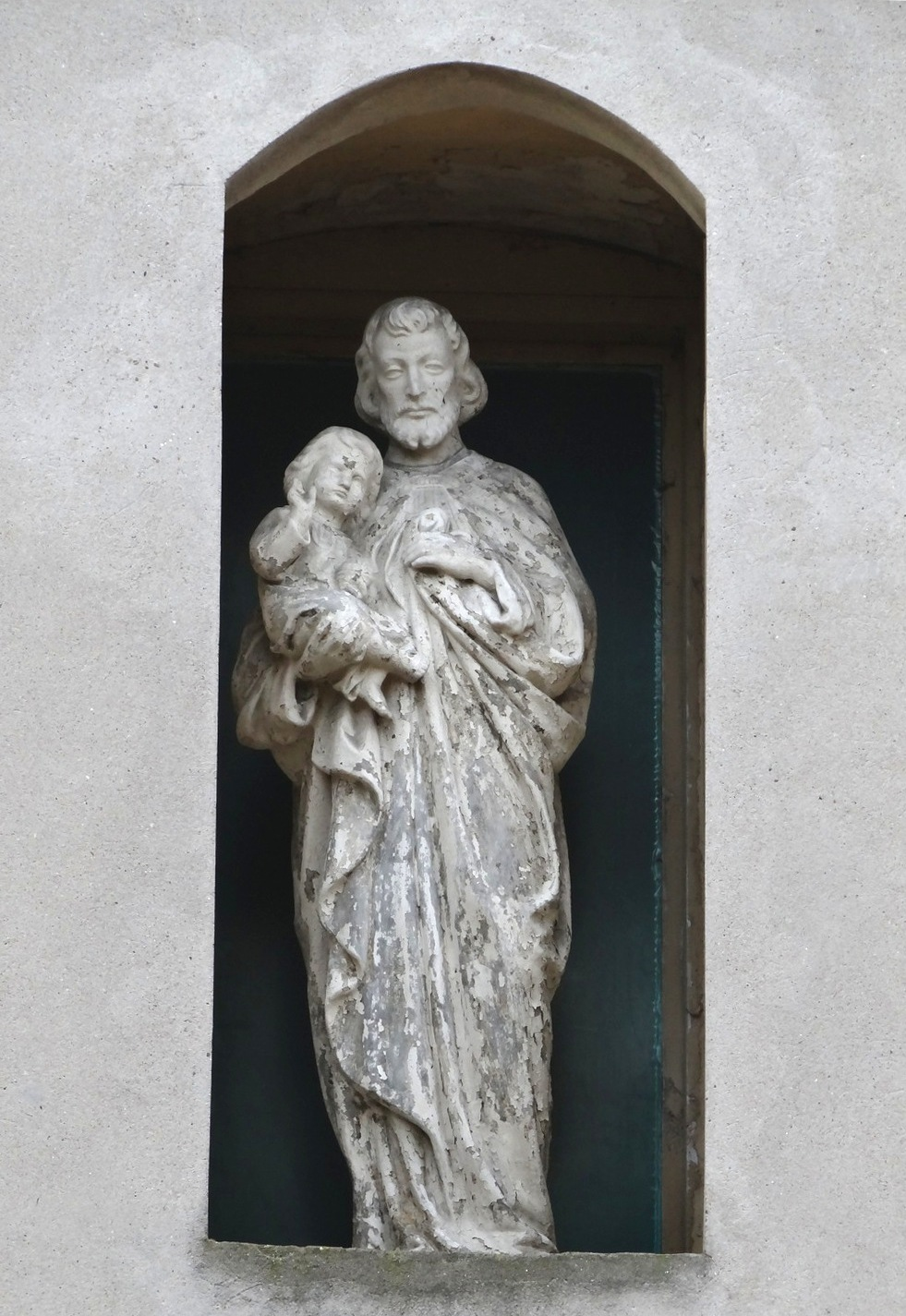
Figura św. Józefa z Dzieciątkiem Jezus nad wejściem do świątyni

.Kościół jest nakryty dachem mansardowym. W wieży świątyni zachował się oryginalny zegar, pochodzący z okresu jej budowy, wykonany w berlińskiej fabryce G. F. Rochlitz. Kościół został konsekrowany w dniu 9 listopada 2008 roku przez arcybiskupa Henryka Muszyńskiego. 
W świątyni pozostały organy wykonane przez firmę Völkner dal parafii ewangelickiej w Kołodziejewie. Centrum prospektu jest zwieńczona liściem akantu, z kolei na górze jest umieszczona głowa anioła. Instrument charakteryzuje się bogatą ornamentyką szafy i licznymi złoceniami.